# Biasca
Biasca (in tedesco Ablentschen, desueto, in dialetto ticinese Biaschia/Bièschia/Bièsca/Biasca) è un comune svizzero di 6 222 abitanti del Canton Ticino, nel distretto di Riviera, parte della Regione Tre Valli.

## Geografia fisica

### Territorio
Il comune di Biasca è situato all'incrocio tra le valli Riviera, di Blenio e Leventina (la Regione Tre Valli). Il suo territorio occupa la parte sinistra del fiume Ticino dove questo viene raggiunto dal fiume Brenno, parte del versante della montagna che separa Leventina e Blenio e tutto il versante sinistro della valle Riviera fino al confine con il comune di Riviera (la frazione di Osogna) a sud, a nord confina con il comune di Serravalle (le frazioni di Malvaglia e Semione) e occupa pure la val Pontirone chiusa a est da vette che sfiorano i 3000 m s.l.m.
Solo 8 km separano la cima di queste vette dal fondovalle: impressionante è il bastione granitico che si erge immediatamente a ridosso del paese, ora quasi completamente disabitato, ma in tempi non molto lontani tutto il fianco della montagna era ancora sfruttato dagli agricoltori per l'allevamento di capre, pecore e mucche. A prova di questo restano sentieri e insediamenti posti in luoghi che a stento oggi si pensa potessero essere occupati dall'uomo.

### Clima
Il clima di Biasca è caldo e temperato. Secondo la classificazione dei climi di Köppen e Geiger la classificazione del clima è Cfb, ovvero clima mite umido con temperatura media del mese più caldo inferiore a 22 °C e almeno 4 mesi sopra 10 °C. La temperatura media annuale di Biasca è 11,3 °C. Luglio con una media di 20,3 °C è il mese più caldo, gennaio con 1,9 °C il mese più freddo. La regione gode di un buon soleggiamento con un numero importante di precipitazioni annue. Le statistiche pluviometriche a Biasca indicano una piovosità media annua di 1263 mm, con un massimo di precipitazioni tra la primavera e l'autunno, nei mesi di maggio, giugno, settembre e ottobre. Anche ad agosto si riscontrano importanti precipitazioni, ma le stesse sono per lo più a carattere temporalesco intenso. Il mese più secco è gennaio con una media di precipitazioni pari a 64 mm.
| Biasca              | Mesi | Mesi | Mesi | Mesi | Mesi | Mesi | Mesi | Mesi | Mesi | Mesi | Mesi | Mesi | Stagioni | Stagioni | Stagioni | Stagioni | Anno  |
| Biasca              | Gen  | Feb  | Mar  | Apr  | Mag  | Giu  | Lug  | Ago  | Set  | Ott  | Nov  | Dic  | Inv      | Pri      | Est      | Aut      | Anno  |
| ------------------- | ---- | ---- | ---- | ---- | ---- | ---- | ---- | ---- | ---- | ---- | ---- | ---- | -------- | -------- | -------- | -------- | ----- |
| T. max. media (°C)  | 5,1  | 6,9  | 11,2 | 15,3 | 19,1 | 22,7 | 25,2 | 24,1 | 20,4 | 15,6 | 10,0 | 6,3  | 6,1      | 15,2     | 24,0     | 15,3     | 15,2  |
| T. media (°C)       | 1,9  | 3,4  | 6,8  | 10,4 | 14,5 | 17,9 | 20,3 | 19,5 | 16,5 | 11,6 | 6,4  | 3,0  | 2,8      | 10,6     | 19,2     | 11,5     | 11,0  |
| T. min. media (°C)  | −1,7 | 0,0  | 2,4  | 6,0  | 9,4  | 13,1 | 15,4 | 14,9 | 12,2 | 7,7  | 2,8  | −0,2 | −0,6     | 5,9      | 14,5     | 7,6      | 6,8   |
| Precipitazioni (mm) | 64   | 65   | 79   | 114  | 129  | 152  | 119  | 140  | 118  | 110  | 104  | 69   | 198      | 322      | 411      | 332      | 1 263 |

## Storia

### Dal IX al XIV secolo

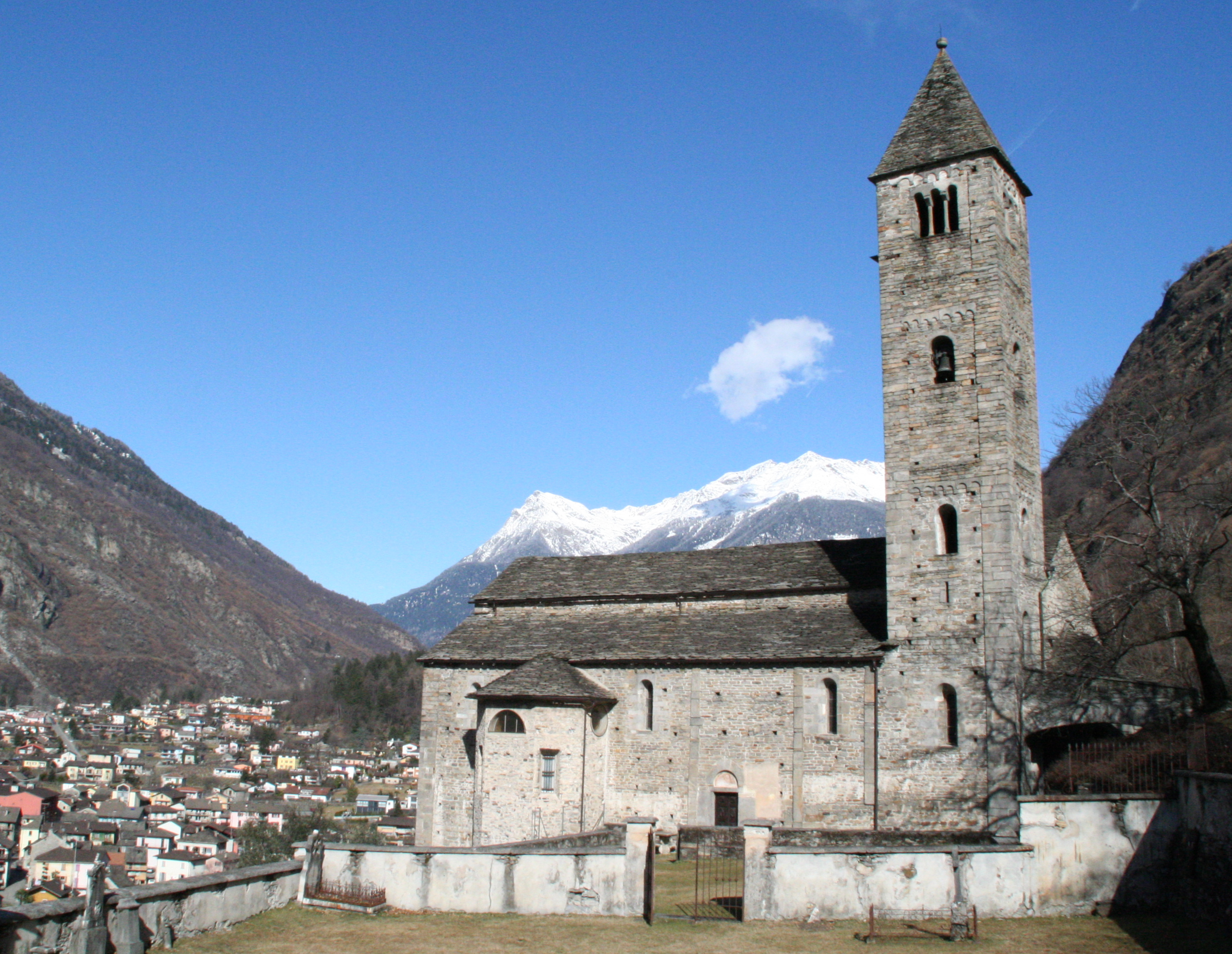
La chiesa dei Santi Pietro e Paolo

Il più antico riferimento scritto di questa località si trova in un codice liturgico dell'abbazia di Pfäfers datato 830 in cui compare con l'antico nome di Abiasca. Importante centro politico e religioso, dopo la cessione dei territori delle tre valli ambrosiane da parte di Attone vescovo di Vercelli al capitolo dei canonici della cattedrale di Milano nel 948 il comune, con le valli adiacenti, fu legato, almeno religiosamente, all'arcidiocesi di Milano fino al 1888. Ecclesiasticamente Biasca, con la pieve di San Pietro, controllò le Tre Valli, con l'esclusione, almeno fino al XII secolo, della pieve di San Martino a Olivone. L'antica chiesa battesimale di San Pietro, di epoca carolingia, venne sostituita nell'XI secolo dall'attuale edificio che divenne poi collegiata.
La famiglia Orelli, che possedeva un castello sopra il borgo, ottenne dal capitolo del duomo di Milano la podestà sul borgo probabilmente nel XII secolo, ma la cittadinanza biaschese mitigò questo potere ottenendo il diritto di eleggibilità del podestà. Tale diritto è iscritto nella Carta di Biasca, redatta il 1º gennaio 1292. Politicamente gli Orelli controllarono Biasca fino alla metà del XIV secolo, quando passò sotto dominio visconteo assieme alla valle di Blenio; in seguito venne ceduta alla famiglia bolognese dei Pepoli. Il comune ottenne in quel periodo il diritto di eleggere un proprio console che amministrasse la giustizia.

### Dal XV al XVIII secolo
Nel XV secolo la regione subì a più riprese i tentativi dei confederati di controllare le valli a sud del passo del San Gottardo. Biasca venne occupata la prima volta nel 1403 dalle truppe dei cantoni Uri e Obvaldo; i Visconti la rioccuparono nel 1422 con la battaglia di Arbedo. Nuove occupazioni temporanee da parte di Uri si susseguirono nel 1439, 1449, 1466-1468 e 1478. Probabilmente venne annessa alla confederazione assieme alla valle di Blenio a partire dal 1495. Dal 1500 entrò nel baliaggio confederato della Riviera. In questo periodo i biaschesi cercarono sempre di ritagliarsi uno spazio di autonomia, in particolare con il ducato di Milano, per esempio con gli statuti del 1434 dove, in particolare, si riconosceva al podestà, eletto dal popolo, il diritto di amministrare la giustizia.

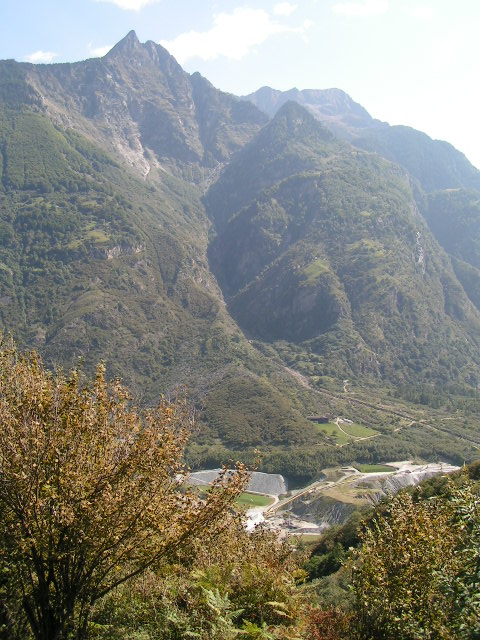
La Buzza di Biasca

Nel 1513 un'immensa frana staccatasi dal monte Crenone chiuse l'entrata della valle di Blenio, formando tra Biasca e Malvaglia un cumulo di detriti ancora presente oggi e chiamato Buzza di Biasca. Questo sbarramento formò un lago a monte della frana che nel 1515 cedette provocando un'alluvione devastante per tutta la regione sottostante. Biasca e tutta la regione ne furono profondamente segnate nei secoli successivi. Vennero distrutti circa 400 edifici, tra cui anche la chiesa dei Santi Filippo e Giacomo (citata nel 1468) e perirono circa 600 persone. La posizione strategica di Biasca come via di comunicazione stradale fu anche causa di propagazione di epidemie: tra la fine del XVI e l'inizio del XVII secolo vi furono tre epidemie di peste che colpirono la regione.

### Dal XIX al XXI secolo

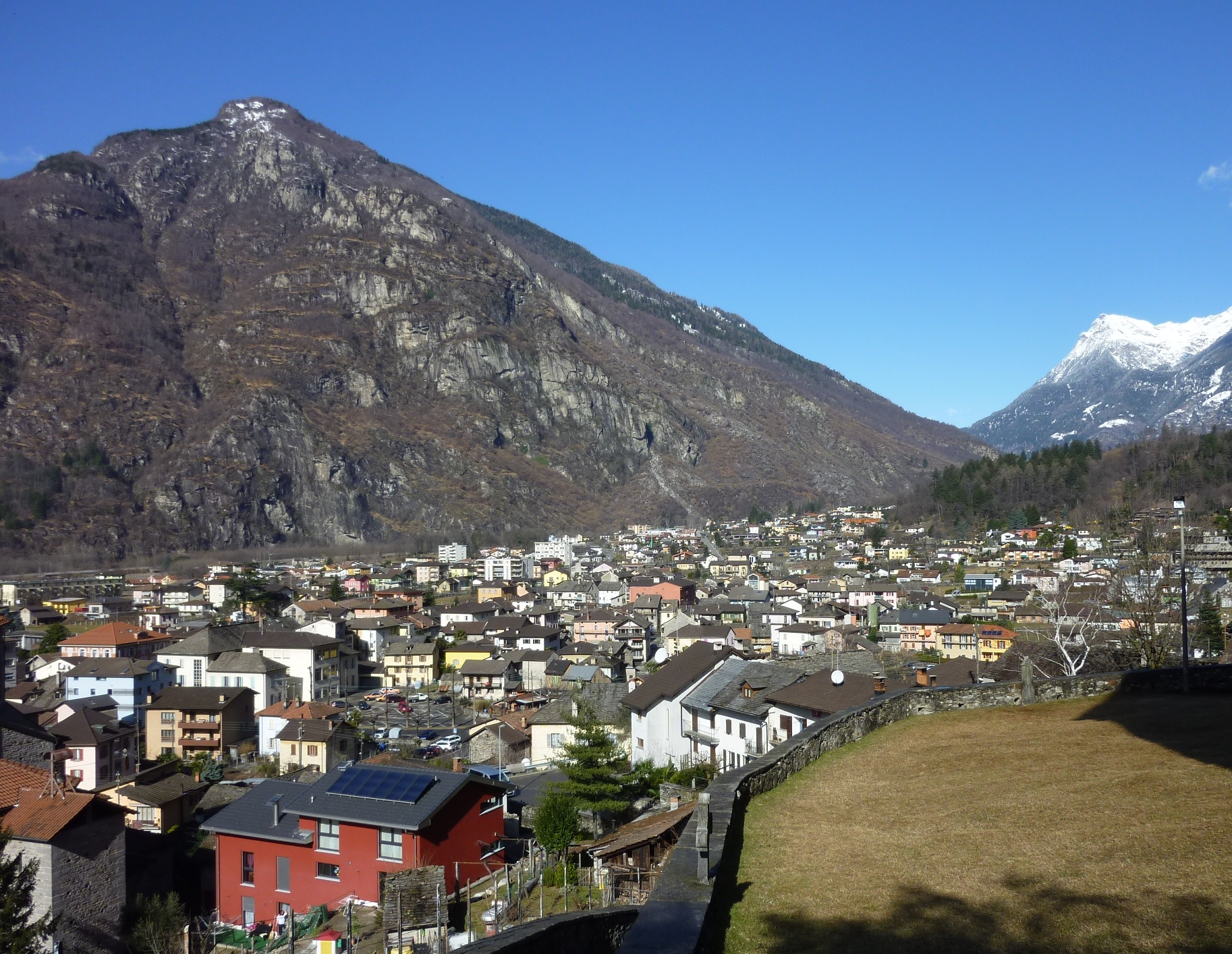
Sviluppo edilizio sullo scoscendimento del monte Crenone

Con la nascita del Canton Ticino e la costruzione della rete viaria del passo del Gottardo, ultimata agli inizi del XIX secolo, si verificarono sostanziali mutamenti economici e demografici per Biasca, ancor più con l'apertura nel 1882 della galleria ferroviaria del San Gottardo. La fisionomia rurale del borgo si trasformò con lo sviluppo in particolare nella zona della stazione FFS, dove si allineano palazzine del tardo Ottocento.
Grazie all'iniziativa di un gruppo di abitanti del Borgo, tra i quali il dr. Alfredo Emma, il 29 settembre 1895, fu inaugurata una delle prime centrali elettriche del Canton Ticino. Questa ha portato ad avere precocemente energia elettrica e illuminazione pubblica nel centro delle Tre Valli.
Nel XIX secolo diversi biaschesi emigrarono in California e in Australia. Biasca ha incorporato i comuni soppressi di Loderio e Pontirone.

### Simboli

Stemma di Biasca

Lo stemma fa riferimento ai soggetti che nei secoli ha esercitato un dominio sul Comune:
- le chiavi si ricollegano al Capitolato e alla Chiesa Ambrosiana
- il biscione alla famiglia Visconti
- l'aquila alla famiglia Sforza[10]

## Monumenti e luoghi d'interesse

### Biasca
- Chiesa collegiata dei Santi Pietro e Paolo, eretta nell'XI secolo[1]

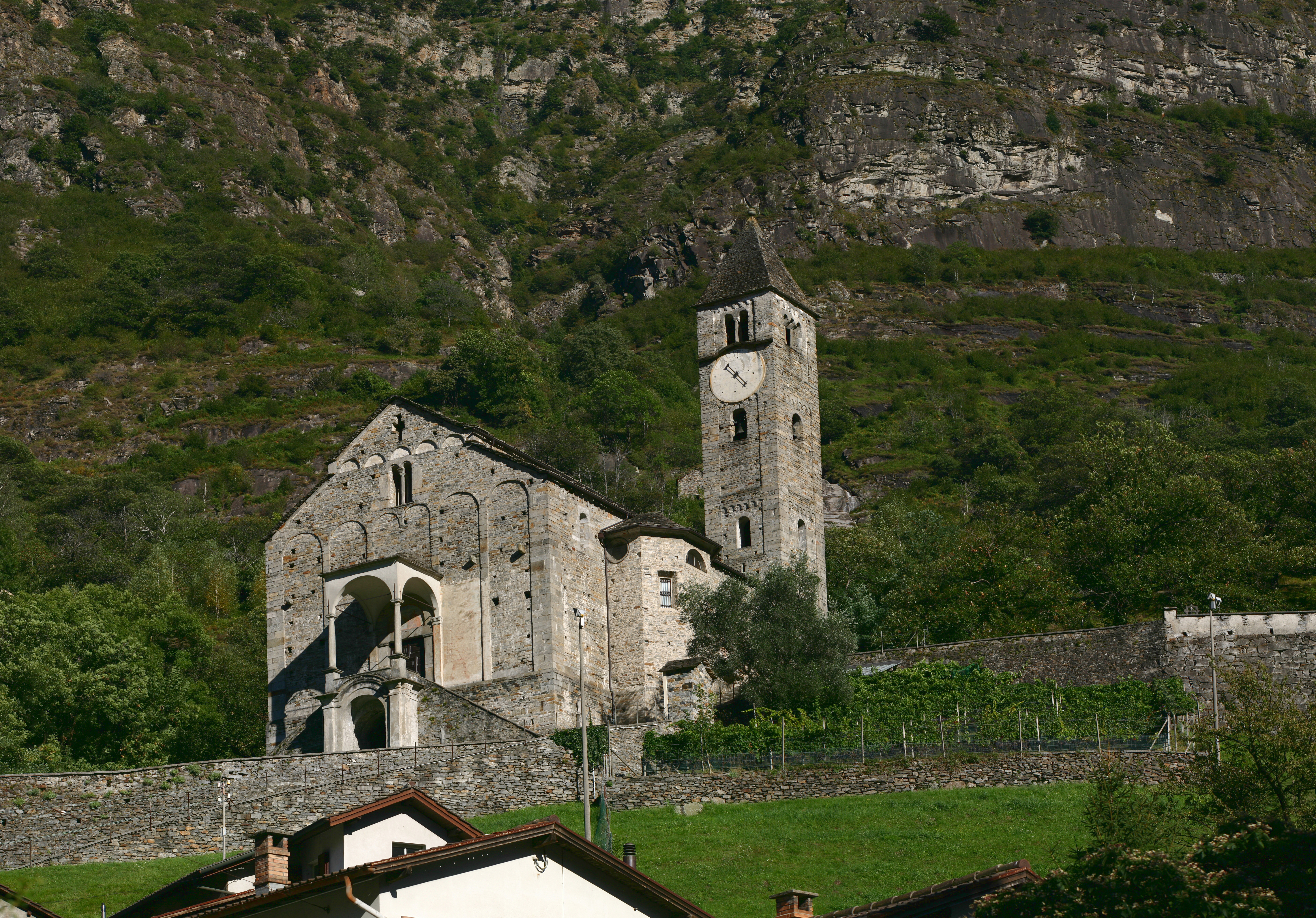
La Chiesa collegiata dei Santi Pietro e Paolo

- Chiesa parrocchiale di San Carlo Borromeo, progetto Carlo Maciachini

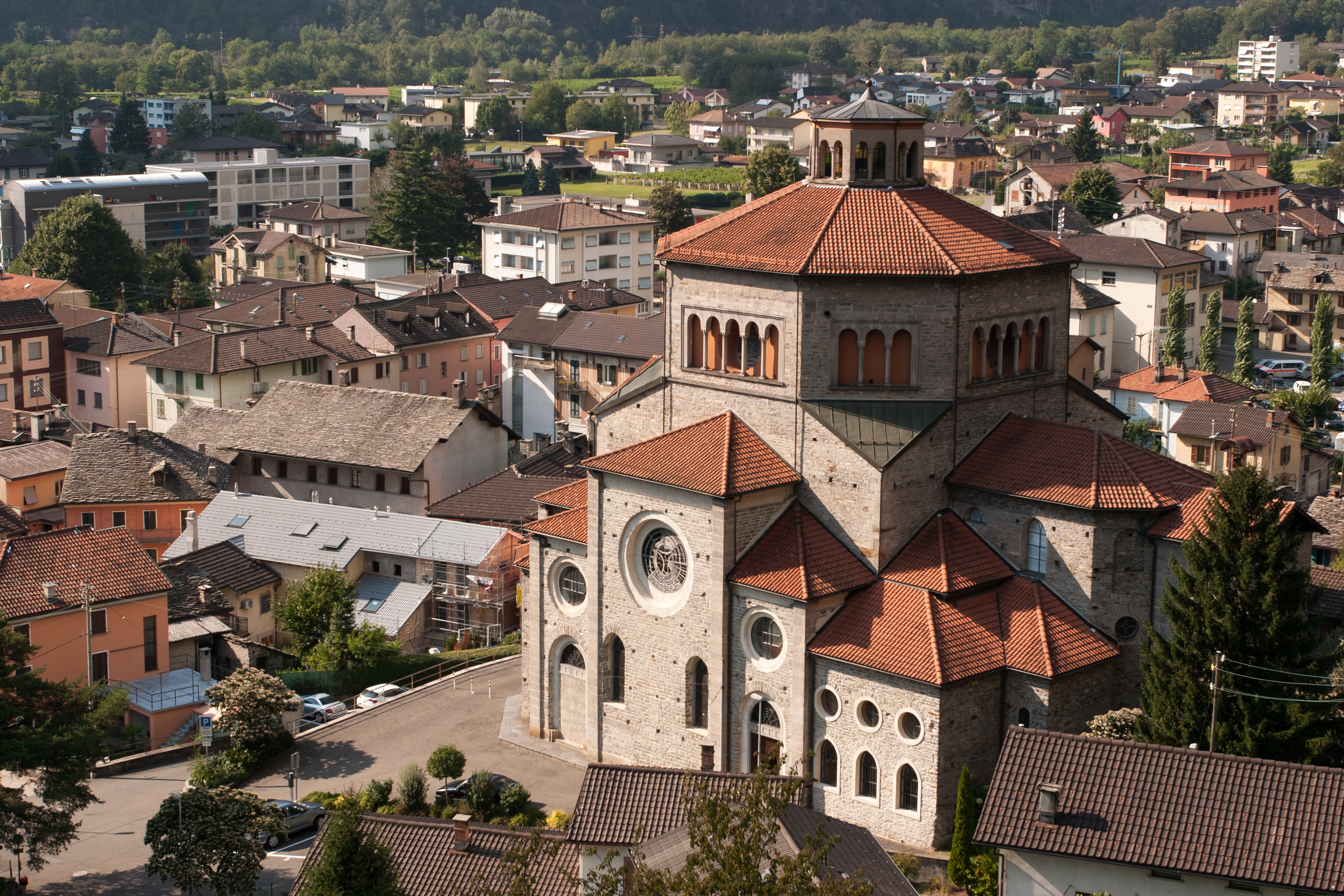
La chiesa parrocchiale di San Carlo Borromeo

- Chiesetta-oratorio di Santa Petronilla[1]
- Via Crucis, costruita nel 1742 e restaurata nel 1998

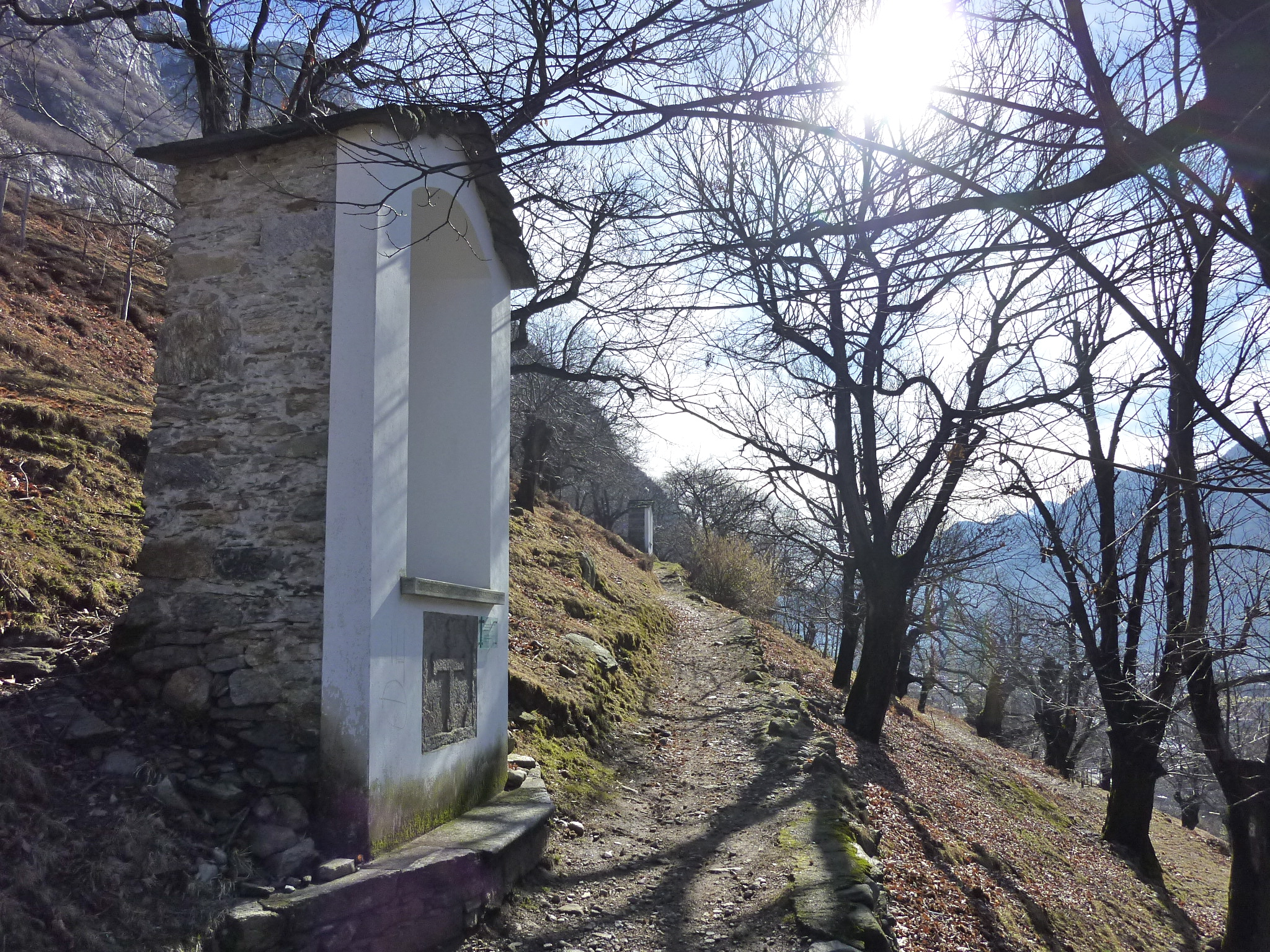
Via Crucis

- Casa del Cavalier Pellanda, eretta nel 1586

- Ponte Vecchio sul Brenno

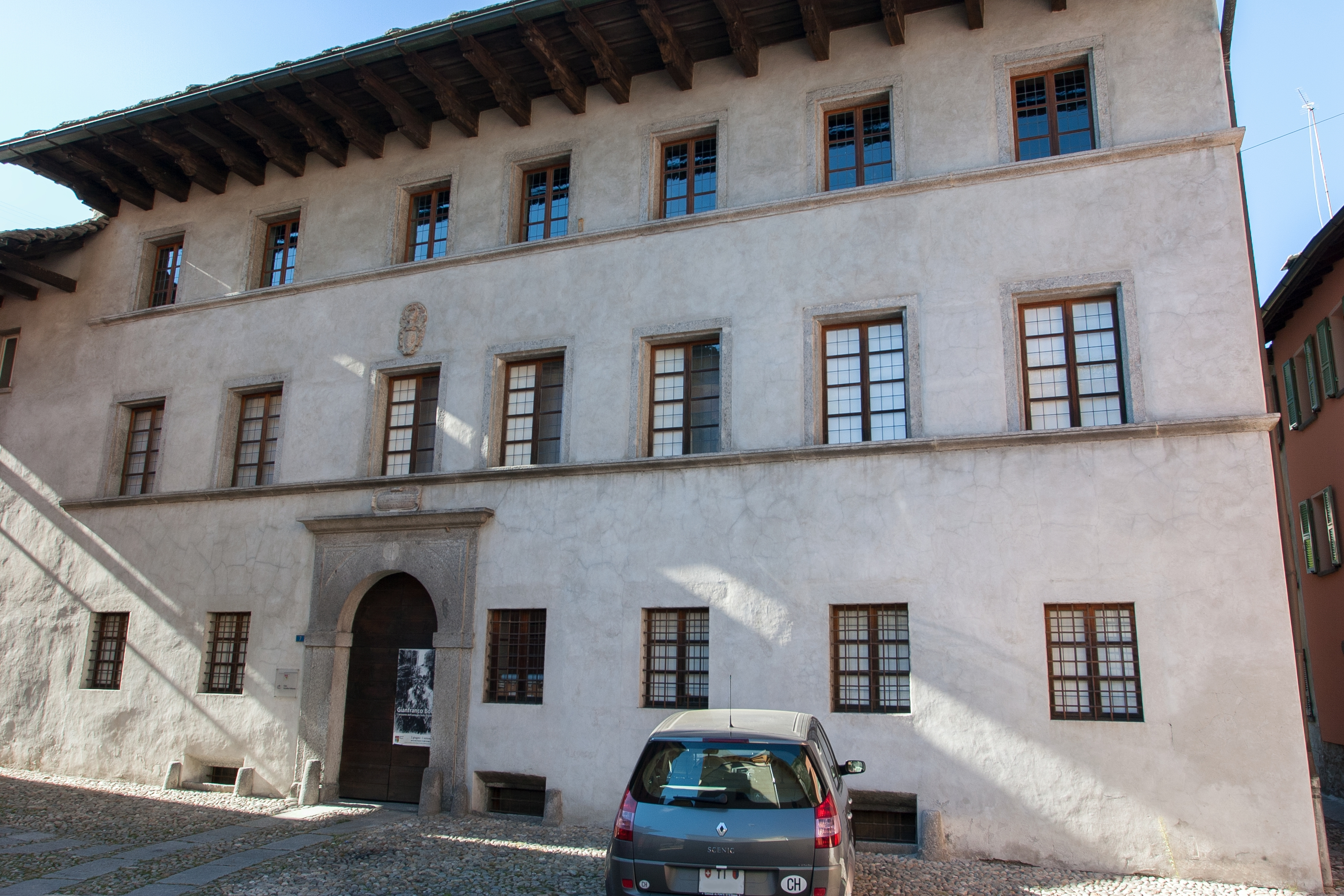
Casa del Cavalier Pellanda, facciata Sud

- Chiesa Evangelica, realizzata nel 1885
- Museo di Storia Militare di Forte Mondascia
- Villa Emma
- Villa Monighetti, architetto Giuseppe Trezzini
- Arsenale federale, edificato nel 1941
- Grotti di Biasca
- Monumento ai caduti in Spagna
- Sentiero delle poesie

### Cava
- Capanna di Cava a 2066 m s.l.m.

### Fontana
- Chiesa di San Rocco

### Loderio
- Legiuna, zona golenale di importanza nazionale

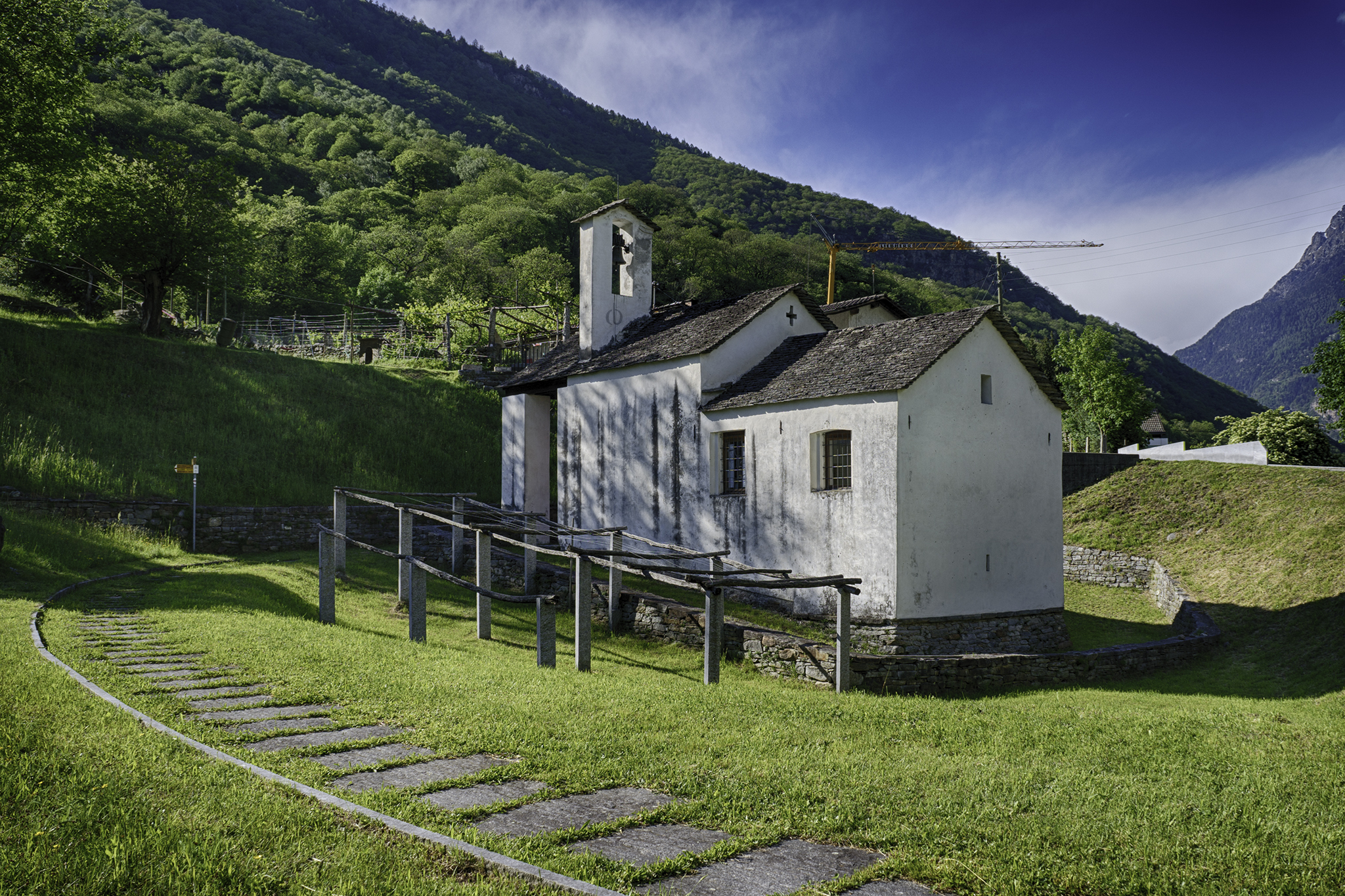
Oratorio della Natività di Maria a Loderio

- Oratorio della Natività di Maria

### Mazzorino
- Oratorio della Madonna della Neve

### Pontironetto

Pontironetto, foto di Werner Friedli, 1953

- Oratorio di Sant'Anna

### Pontirone
- Chiesa di San Giovanni Battista
- ex Casa Comunale di Pontirone

### Solgone
- Oratorio di San Luigi Gonzaga

## Società

### Evoluzione demografica
Il comune di Biasca è cresciuto progressivamente nel tempo e in maniera veloce con una media di crescita di 50 abitanti l'anno. Al censimento comunale del 1º gennaio 2014 Biasca contava 6 262 abitanti. Il comune gode di una crescita demografica vivace e circa un sesto della popolazione residente era al di sotto dei 18 anni (1164) contro circa un altro sesto di abitanti ultrasessantacinquenni (1405). A mantenere un saldo demografico positivo opera in parte un costante flusso migratorio di stranieri, la maggior parte di nazionalità italiana. L'evoluzione demografica è riportata nella seguente tabella:
Abitanti censiti

### Etnie e minoranze straniere
Nel 2014 le minoranze straniere presenti a Biasca erano divise in questi cinque principali gruppi per numero: Italia 1 152, Portogallo 313, Kosovo 225, Bosnia-Erzegovina 123, Serbia 79.

## Economia

### Aziende e posti di lavoro
Il Comune presenta la seguente evoluzione imprenditoriale e occupazionale.
| Biasca          | 2005  | 2008  | 2011  | 2012  | 2013  | 2014  | 2015  |
| --------------- | ----- | ----- | ----- | ----- | ----- | ----- | ----- |
| Aziende         |       |       | 476   | 495   | 497   | 511   | 531   |
| Occupati        | 2 563 | 2 686 | 2 678 | 2 808 | 2 879 | 2 976 | 3 077 |
| Eq. tempo pieno | 2 142 | 2 226 | 2 148 | 2 229 | 2 291 | 2 395 | 2 502 |

Delle 531 aziende attive nel 2015, 35 operano nel settore primario, impiegando 83 persone, 94 operano nel settore secondario, impiegando 840 persone e 402 operano nel settore terziario, impiegando 2 154 persone.

### Polo di sviluppo economico (PSE)
A Sud dell’abitato si estende un comparto produttivo, incentrato su aziende innovative, denominato "polo di sviluppo economico Biasca" (ex zona industriale di interesse cantonale). In esso trovano sede 4 aziende, per un totale di oltre 250 impieghi qualificati. La governance di tale comparto è affidata al Comune di Biasca, al Patriziato di Biasca, al Canton Ticino e all'Ente Regionale di Sviluppo Bellinzonese e Valli (ERS-BV). Mentre la gestione operativa spetta a un manager d'area.

### Aziende di interesse
Nel Comune sorge la centrale idroelettrica di Biasca gestita da Ofible SA e la centrale a biomassa di SCN SA. Di importanza cantonale è la Centrale dei Servizi Industriali dell'Ente Ospedaliero Cantonale (EOC) con la lavanderia centralizzata e il centro di sterilizzazione.
A Sud della stazione ha sede il Centro di manutenzione e intervento (EIZ) per il tunnel di base del San Gottardo.

## Infrastrutture e trasporti

### Ferrovie

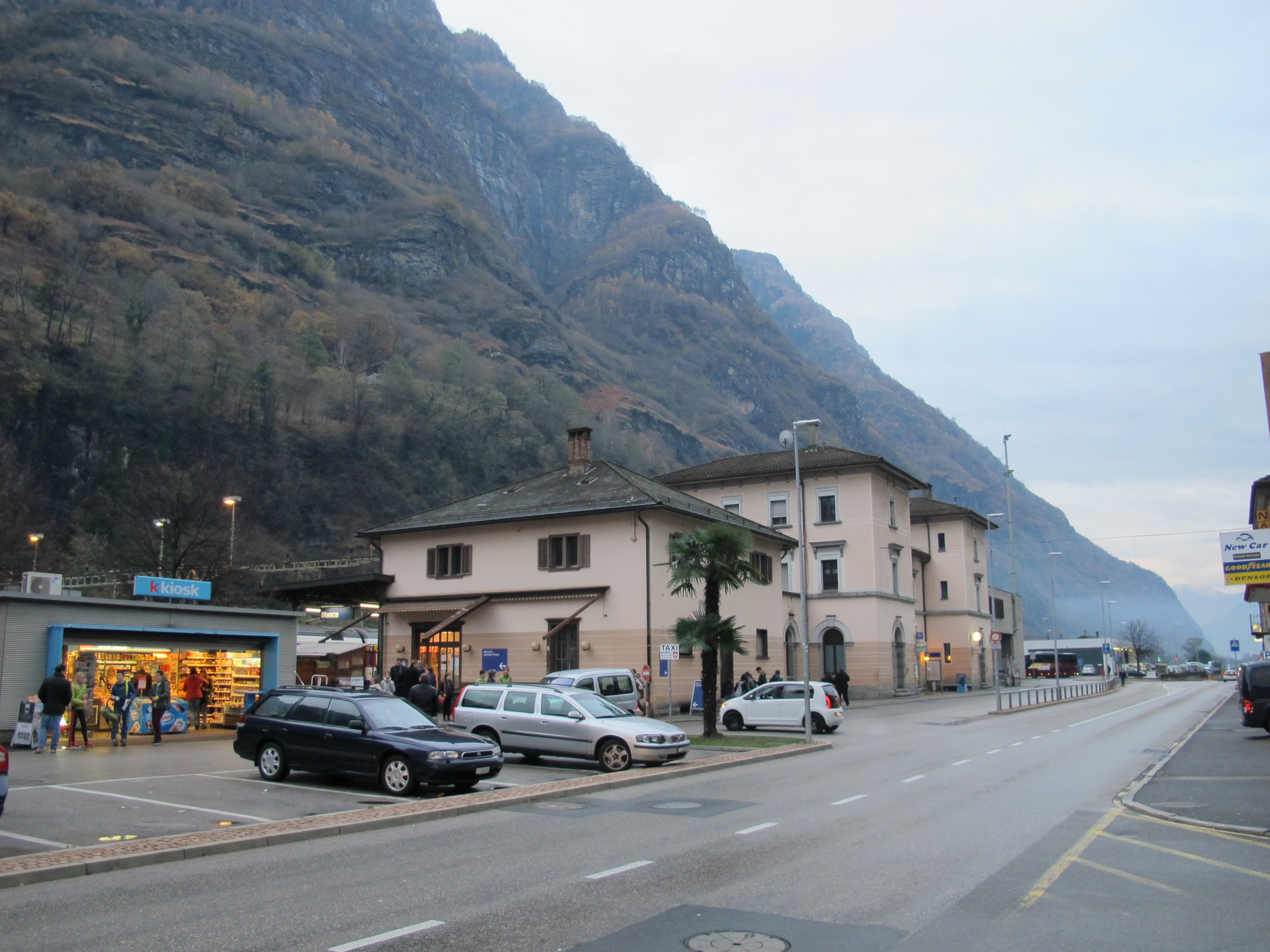
la Stazione di Biasca

Il Comune è servito dalla stazione di Biasca sulla linea della ferrovia del Gottardo, gestita dalle Ferrovie Federali Svizzere (SBB CFF FFS), con le linea IR, sulla vecchia linea del Gottardo gestita da Schweizerische Südostbahn, e le linee regionali TiLo RE10 e S20.
A partire dal 2018, la stazione di Biasca è diventata la prima fermata a sud della galleria di base del San Gottardo di AlpTransit.

### Tram
Fino al 1973, era in funzione la ferrovia Biasca-Acquarossa, aperta nel 1911 e che nel territorio del comune aveva anche le stazioni di Biasca Borgo e di Loderio.

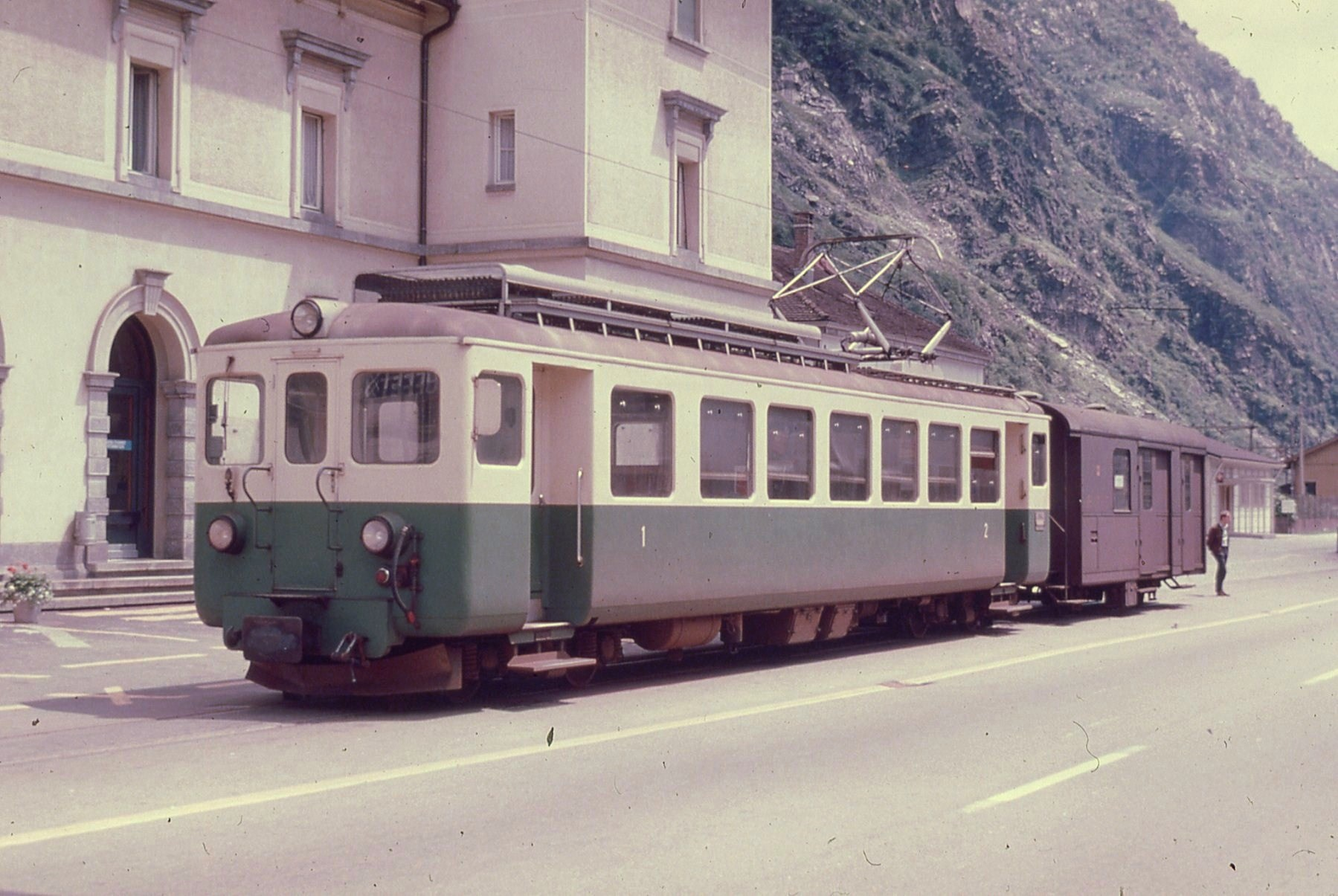
Motrice tramviaria della ferrovia Biasca-Acquarossa

### Bus
Le linee di bus sono gestite da AutoPostale Svizzera per le tratte:
- Linea 120: Osogna-Biasca-Faido-Airolo

servendo le fermate: Industrie, Prada, Stazione, Centro/Borgo, Al Ponte
- Linea 221: Biasca-Osogna-Claro-Bellinzona

servendo le fermate: Stazione, Prada, Industrie,
- Linea 222: Biasca-Lodrino-Gnosca-Bellinzona

servendo le fermate: Stazione, Parco Emma, Centro/Borgo, Monda del Turco, Quaresima
e da Autolinee Bleniesi SA per le tratte:
- Linea 130: Biasca Stazione-Centro Sportivo

servendo le fermate: Stazione, Municipio, (al ritorno Centro/Borgo), Centro sportivo
- Linea 131: Biasca-Olivone

servendo le fermate: Stazione, Centro/Borgo, Mulino Sciaroni, Vallone, Loderio
- Linea 132: Biasca-Motto/Ludiano

servendo le fermate: Stazione, Centro/Borgo, Mulino Sciaroni, Vallone, Loderio, Loderio Grotto

### Funivia

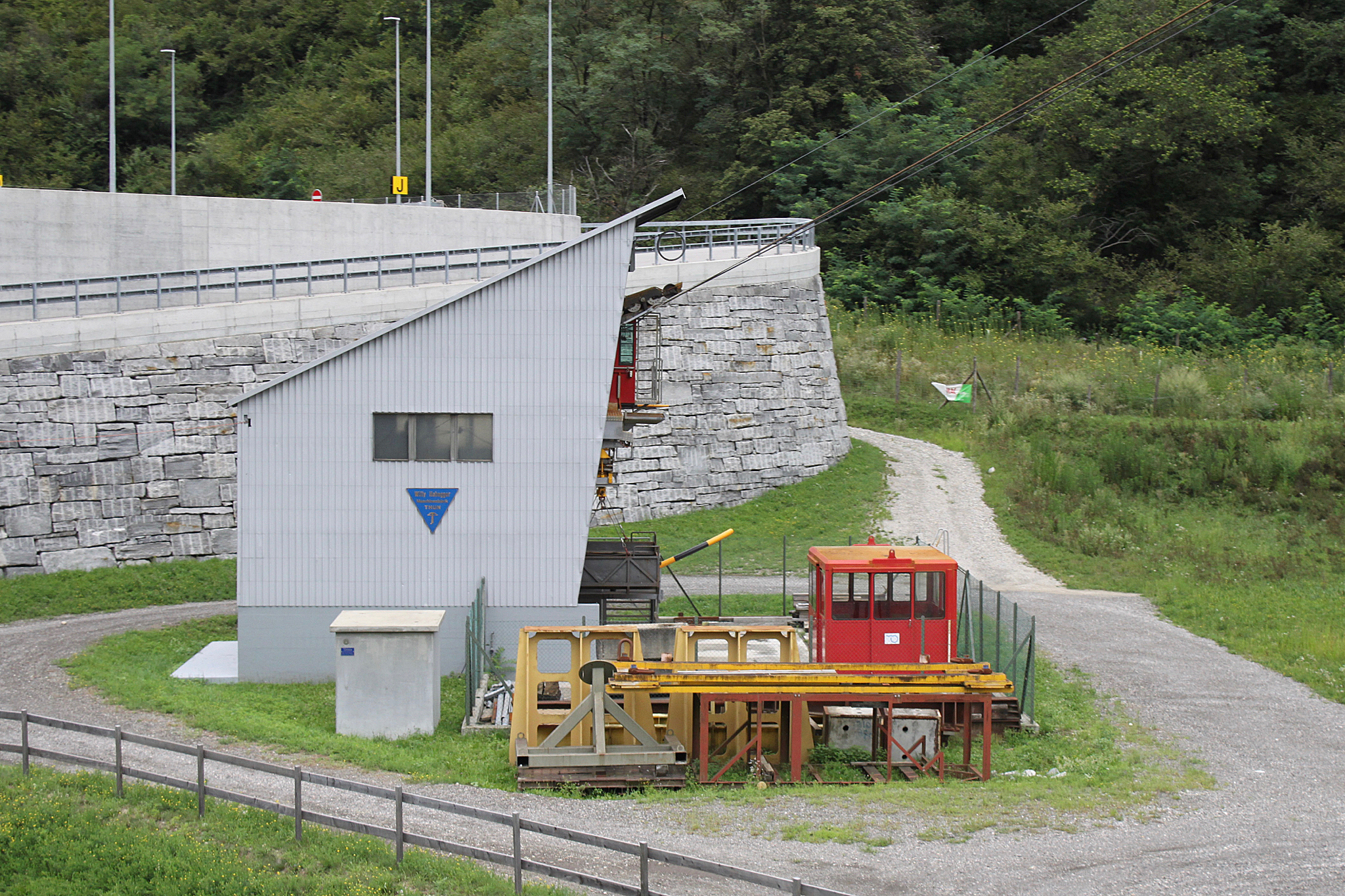
Stazione a valle della Funivia Biasca-val Scura

Dal 1957 è attiva, a Sud dell'abitato, la Funivia Biasca-Val Scura. La stazione a valle, posta a 287 m s.l.m., collega con un tracciato lungo 1419 metri la stazione a monte, a quota 1018 m s.l.m.

## Amministrazione

### Municipio
A seguito delle elezioni comunali del 2021, il Municipio è rappresentato da 3 esponenti PLR, 2 PPD, 1 INSIEME A SINISTRA, 1 LEGA DEI TICINESI
- Loris Galbusera, Sindaco (PLR)

Dicasteri: Amministrazione generale, Finanze, Relazioni intercomunali e con enti esterni, Pianificazione urbanistica
- Roberto Cefis, vice Sindaco (PPD)

Dicasteri: Scuole, Cultura
- Dante Caprara (PPD)

Dicasteri: Costruzioni pubbliche, Trasporti pubblici, Stabili erariali, Servizi esterni
- Alice Lanzetti (PLR)

Dicasteri: Opere sociali, Piano mobilità comunale
- Joel Rossetti (PLR)

Dicasteri: Ente Casa Anziani, Sport e tempo libero, Turismo, Sviluppo economico
- Filippo Rodoni (INSIEME A SINISTRA)

Dicasteri: Ambiente e agricoltura, Canalizzazioni, Azienda acqua comunale 
- Norma Ferrari Conconi (LEGA DEI TICINESI)

Dicasteri: Istituzioni, Edilizia privata

### Sindaci di Biasca
| Lista dei Sindaci di Biasca |                |                |                                                    |                                                                                              |                                                                       |
| Nome                        | Mandato        | Mandato        | Partito                                            | Altre cariche                                                                                | Note                                                                  |
| Nome                        | Inizio         | Fine           | Partito                                            | Altre cariche                                                                                | Note                                                                  |
| Carlo Domenico Rossetti     |                |                |                                                    |                                                                                              | Sindacato attorno al 1835                                             |
| Sebastiano Rossetti         |                |                |                                                    |                                                                                              | Sindacato attorno al 1842                                             |
| Enrico Corti                | 1920           | 1920           | Partito Socialista                                 |                                                                                              | Primo Sindaco socialista di Biasca Deceduto al quarto mese di mandato |
| Emilio Legobbe              |                |                | Partito Socialista                                 |                                                                                              |                                                                       |
| Amilcare Tognola            | 1932           | 1952           | Partito Socialista                                 |                                                                                              |                                                                       |
| Aleardo Pini                | 1952           | 1958           | Partito Liberale Radicale                          | 1931 - 1958: Gran Consiglio 1942 - 1958: Consiglio Nazionale                                 | Deceduto durante il secondo mandato                                   |
| Alfredo Giovannini          | 1958           | 1992           | Partito Liberale Radicale                          | 1951 / 1955 - 1993: Gran Consiglio                                                           |                                                                       |
| Massimo Pini                | 1992           | 1996           | Partito Liberale Radicale                          | 1967 - 1983: Gran Consiglio 1978 - 1999: Consiglio Nazionale 1984 - 1995: Consiglio d'Europa | Figlio di Aleardo                                                     |
| Jean-François Dominé        | 1996           | 10 aprile 2016 | Partito Liberale Radicale, PLR.I Liberali Radicali | 2003 - 2015: Gran Consiglio                                                                  |                                                                       |
| Loris Galbusera             | 10 aprile 2016 | in carica      | PLR.I Liberali Radicali                            |                                                                                              |                                                                       |

### Consiglio Comunale
Fu riunito per la prima volta il 23 giugno 1914 sotto la presidenza del dott. Tito Strozzi.
Gli attuali 35 seggi del Consiglio Comunale sono ripartiti in questo ordine:
- PLR: 12 consiglieri
- PPD: 11 consiglieri
- INSIEME A SINISTRA: 6 consiglieri
- LEGA DEI TICINESIi: 6 consiglieri

### Consiglio dei Giovani Biaschesi
Con il primo incontro avvenuto il 9 giugno 2017, il Comune di Biasca si è dotato di un Consiglio Comunale dei Giovani, aperto a tutti i giovani svizzeri e stranieri, aventi tra i 13 e i 25 anni, che dimostrano un legame con il Borgo. Per tale iniziativa la Repubblica e Cantone Ticino hanno conferito al comune il premio “Comune innovativo 2017”.

### Patriziato
Ogni famiglia originaria del luogo fa parte del cosiddetto comune patriziale e ha la responsabilità della manutenzione di ogni bene patriziale all'interno dei confini del comune.
Il Patriziato di Biasca è proprietario di 5 000 ettari di terreno, di cui 2 850 di bosco. Il patriziato attualmente conta circa 1 670 cittadini.

#### Ufficio Patriziale
L'ufficio patriziale è l'organo esecutivo del Patriziato.
A seguito dell'elezione avvenuta il 5 maggio 2021, è così composto:
- Elio Re, Presidente

Dicastero: Amministrazione
- Rodoni Paolo, vice Presidente

Dicastero: Stabili patriziali
- Sue-Ellen Gianola

Dicastero: Finanze
- Rossetti Martino

Dicastero: Territorio al Piano
- Rivera Matthias

Dicastero: Territorio ai Monti e boschi

#### Consiglio Patriziale
Il Consiglio Patriziale conta 25 membri eletti ogni 4 anni. Il Consiglio elegge l'Ufficio Patriziale ed è l'organo legislativo del Patriziato.

## Cultura

### Bibliomedia
A nord del centro scolastico comunale è ubicata la sede della Bibliomedia della Svizzera Italiana. Oltre a essere una biblioteca, nei suoi locali vengono ospitate mostre e conferenze in collaborazione con il Circolo Cultura Biasca.

### Casa Cavalier Pellanda
A pochi passi da Piazza Centrale, si erge uno stabile cinquecentesco, la Casa Cavalier Pellanda.
Il Cavalier Giovan Battista Pellanda (1541-1615) è stato una delle figure più di risalto della Biasca di un tempo.
Lo stabile di proprietà del Comune funge da museo per la cittadina. Nei suoi spazi vengono organizzate mostre, presentazioni e concerti.

### Forte Mondascia
Nelle vicinanze della centrale idroelettrica, si trova il Museo di Storia Militare di “Forte Mondascia”.
Durante la Prima Guerra Mondiale, in difesa del possibile nemico proveniente da Sud, è stata creata una linea di sbarramento chiamata LONA (dai nomi delle due località Lodrino e Osogna) con postazioni di artiglieria in zona Mondascia.
Nel Forte, costruito in una caverna, sono visibili le armi utilizzate in quel periodo, mentre negli spazi esterni sono esposti i veicoli cingolati.

### Filarmonica Biasca
Fondata nel 1920, conta un effettivo di 55 membri diretti dal maestro Paolo Cervetti, succeduto allo storico maestro Orazio Borioli.
Ogni anno a dicembre si tiene il Concerto di Gala presso il Salone Olimpia. Dispone di una sede ed il locale per le prove in via Pianaccio.

### Eventi
Durante l'anno si svolgono nella cittadina diversi eventi, tra i principali:
- Petronilla in scena

rassegna di teatro dialettale.
- Carnevale Biaschese

La manifestazione, governata da Re Naregna e Regina Taitü, ha luogo secondo il rito ambrosiano.
Appuntamenti importanti sono i tre cortei organizzati: al mercoledì, il Corteo notturno, dove si fa spazio alla semplicità e goliardia; al giovedì il Corteo dei bambini, dedicato ai più piccoli fino alla quinta elementare e al sabato il Grande Corteo Mascherato, nel quale sfilano Guggen, Gruppi e Carri.
Importanti sono anche i concerti delle Guggen in Piazza centrale.
Per l'occasione viene stampato il giornale satirico Ra Froda.
- Torneo internazionale San Gottardo

Torneo di hockey su ghiaccio organizzato dal 1983. Si svolge presso la Raiffeisen BiascArena e ha tre categorie (Piccolo 1, Piccolo 2 e Bambino).
- Jazz a primavera

Manifestazione musicale presso la corte di Casa Cavalier Pellanda.
- Biasca Trophy

Competizione internazionale di pattinaggio sincronizzato organizzato da Club Pattinaggio Biasca.
- Maggio gastronomico Tre Valli e Bellinzonese

Rassegna gastronomica in ristoranti delle Tre Valli, e del Bellinzonese.
- Beach3Valley

Torneo di beach-volley organizzato dalla locale sezione scout.
- Musicalbar

Concerti nei ritrovi pubblici del centro, organizzati da bar associati. Precedentemente si chiamava BiascaLive.
- La Pontironese

Gara podistica a Pontirone
- sPARTYto in Piazza

La manifestazione viene proposta ogni ultimo weekend di agosto, dando al venerdì spazio a band ticinesi di vario genere, e al sabato, con la “Notte dei Tributi”, a cover band.
- Mangiabiasca

Percorso gastronomico alla scoperta dei luoghi biaschesi, e dei prodotti locali.
- marCHethon CF

Corsa/camminata per sostenere la Società Svizzera per la Fibrosi Cistica (CFCH).
- Festa del formaggio

Concerti e mercatino al quartiere del Ponte.
- Mercatino di Natale

## Sport

### Squadre sportive
A Biasca hanno sede l'unica squadra di hockey su pista della Svizzera italiana, il Roller Club Biasca, la squadra di hockey su ghiaccio HC Biasca Ticino Rockets, in Swiss League (lega nazionale B) e la squadra di calcio Gruppo Calcio Biaschesi.

### Infrastrutture sportive
Sul territorio comunale sono a disposizione le seguenti strutture sportive:
- BiascArena: pista di ghiaccio
- Palaroller
- Centro sportivo Vallone: campi da calcio e pista di atletica
- Centro sportivo Yoyo (ex Valtennis): campi di padel, campi da squash, piscina coperta
- Palestra Judo Kwai
- Palestra tripla del Centro Professionale Biasca (CPB): palestra e parete per arrampicata
- Palestra delle Scuole Medie
- Palestra delle Scuole Elementari
- Campo di basket outdoor
- Stand di tiro
- Stand di tiro al piattello
- Piscina delle Scuole Medie

## Curiosità
- È stato il primo comune ticinese ad avere il cinematografo, 10 anni dopo Parigi.

## Galleria d'immagini

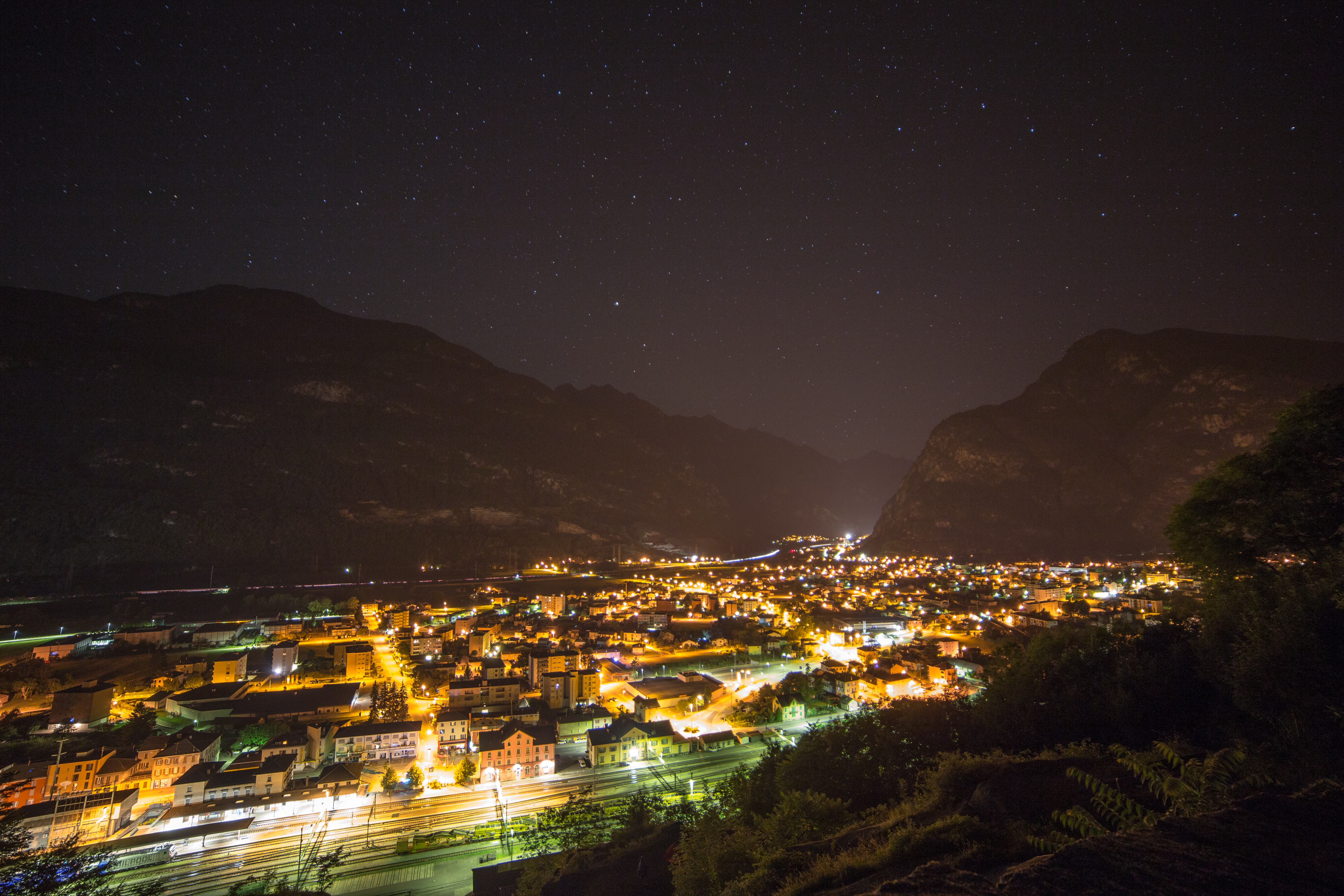
Biasca di notte

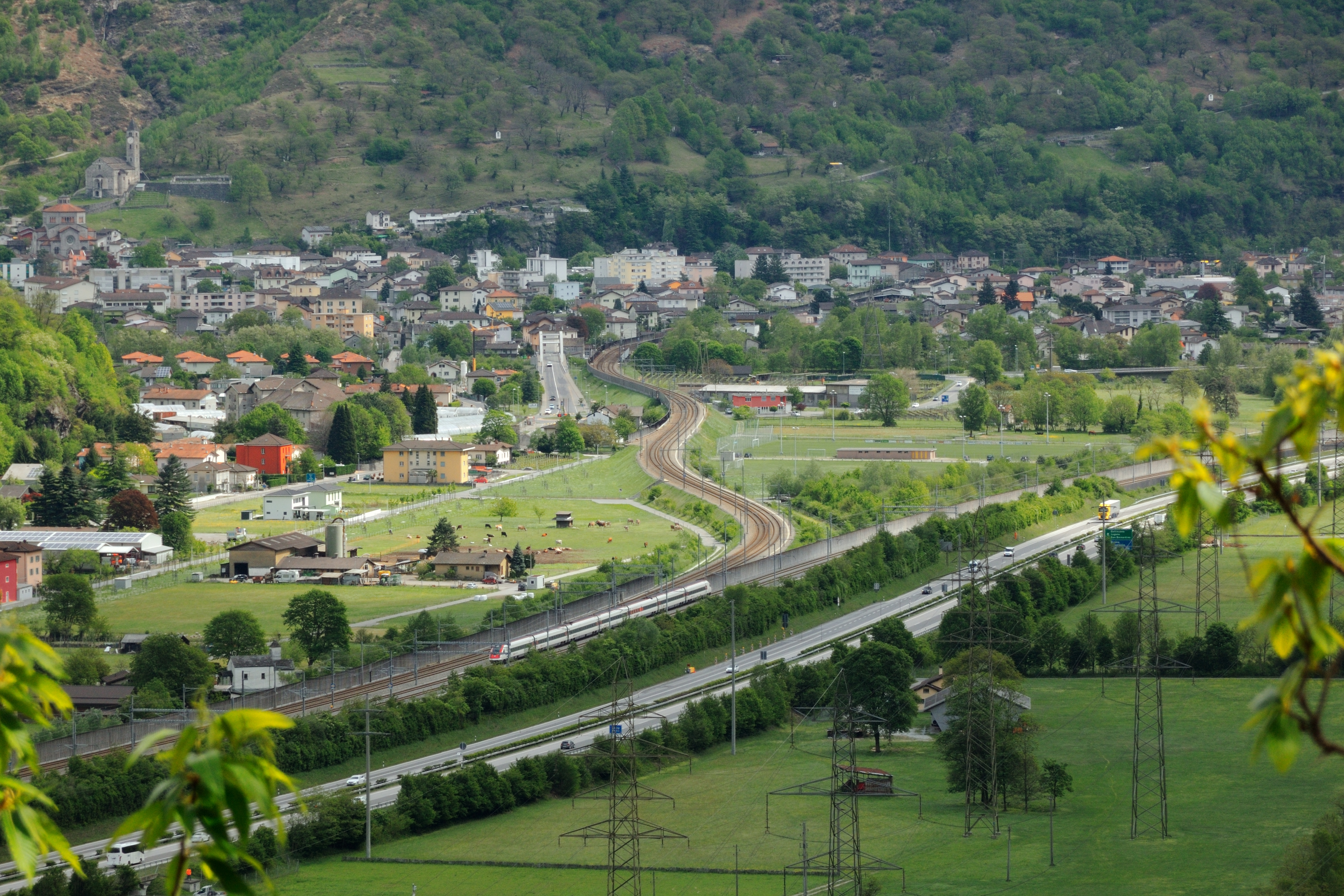
Biasca vista da ovest

Biasca nel 1954

Biasca nel 1953